# Sara Gruen
Sara Gruen, född 1969 i Vancouver i Kanada, är en kanadensisk-amerikansk författare. Hennes böcker handlar till en stor del om djur och hon stöttar ett flertal organisationer som stödjer djur.

## Biografi
Gruen föddes i Vancouver i British Columbia men växte upp i London, Ontario. Hon studerade vid Carleton University i Ottawa och avlade där kandidatexamen i engelskspråkig litteratur.
1999 flyttade Gruen från Kanada till USA för ett arbete. Efter två år tog hennes kontrakt slut och Gruen bestämde sig då för att fokusera helt på att skriva skönlitteratur. Hennes två första böcker handlar om hästar och den tredje, Water for Elephants, är ett cirkusdrama som hennes första förlag inte ville publicera. Hon tvingades då att hitta ett nytt förlag. Boken blev sedan en bästsäljare och har nu publicerats på 45 olika språk samt blivit film. Hon har även publicerat en fjärde bok, Ape House, och både dessa böckerna är publicerade av förlaget Two Roads Books.